# Patagonia Run
La Patagonia Run est une série de trails et d'ultra-trails organisée chaque année en avril depuis 2010 en Argentine. L'épreuve la plus longue s'est déroulée sur un parcours d'environ 84 kilomètres lors de la première édition et a régulièrement été allongée depuis pour atteindre 147 kilomètres en 2017, année de son intégration à l'Ultra-Trail World Tour, puis 100 milles en 2018.

## Histoire
L'épreuve voit le jour en 2010 avec une épreuve-reine de 84 kilomètres. Elle est d'abord rallongée à 100 kilomètres en 2012 puis progressivement jusqu'à atteindre 100 milles en 2018.
L'édition 2020 est annulée en raison de la pandémie de Covid-19.

## Palmarès

### Course la plus longue
| Édition | Date          | Hommes                                              | Hommes                                              | Hommes                                              | Femmes                                              | Femmes                                              | Femmes                                              |
| ------- | ------------- | --------------------------------------------------- | --------------------------------------------------- | --------------------------------------------------- | --------------------------------------------------- | --------------------------------------------------- | --------------------------------------------------- |
|         |               | Rang                                                | Athlète                                             | Temps                                               | Rang                                                | Athlète                                             | Temps                                               |
| 1re     | 17 avril 2010 | 1er                                                 | Gustavo Reyes                                       | 6 h 33 min 26 s                                     | 15e                                                 | Sofia Cantilo                                       | 8 h 45 min 31 s                                     |
| 2e      | 16 avril 2011 | 1er                                                 | Gustavo Reyes — 2e victoire                         | 8 h 14 min 58 s                                     | 41e                                                 | Ariela Jalil                                        | 13 h 05 min 21 s                                    |
| 3e      | 13 avril 2012 | 1er                                                 | Gustavo Reyes — 3e victoire                         | 11 h 08 min 37 s                                    | 10e                                                 | Laura Lucero                                        | 13 h 54 min 55 s                                    |
| 4e      | 13 avril 2013 | 1er                                                 | Sergio Jesus Trecaman                               | 10 h 58 min 40 s                                    | 12e                                                 | Marlene Flores Paredes                              | 13 h 33 min 15 s                                    |
| 5e      | 12 avril 2014 | 1er                                                 | Sergio Jesus Trecaman — 2e victoire                 | 11 h 22 min 49 s                                    | 7e                                                  | Amy Sportson                                        | 12 h 55 min 16 s                                    |
| 6e      | 10 avril 2015 | 1er                                                 | Sergio Jesus Trecaman — 3e victoire                 | 14 h 25 min 54 s                                    | 9e                                                  | Luciana Urioste                                     | 17 h 32 min 08 s                                    |
| 7e      | 8 avril 2016  | 1er                                                 | Sergio Jesus Trecaman — 4e victoire                 | 15 h 45 min 08 s                                    | 4e                                                  | Claudia Veronica Ramirez                            | 16 h 51 min 43 s                                    |
| 8e      | 7 avril 2017  | 1er                                                 | Sergio Jesus Trecaman — 5e victoire                 | 18 h 10 min 49 s                                    | 7e                                                  | Adriana Vanesa Vargas                               | 21 h 01 min 22 s                                    |
| 9e      | 7 avril 2018  | 1er                                                 | Gustavo Reyes — 4e victoire                         | 21 h 45 min 10 s                                    | 7e                                                  | Claudia Veronica Ramirez — 2e victoire              | 24 h 21 min 37 s                                    |
| 10e     | 12 avril 2019 | 1er                                                 | Pau Capell                                          | 19 h 08 min 57 s                                    | 12e                                                 | Caroline Sebert                                     | 25 h 48 min 20 s                                    |
| -       | 2020          | Course annulée en raison de la pandémie de Covid-19 | Course annulée en raison de la pandémie de Covid-19 | Course annulée en raison de la pandémie de Covid-19 | Course annulée en raison de la pandémie de Covid-19 | Course annulée en raison de la pandémie de Covid-19 | Course annulée en raison de la pandémie de Covid-19 |
| 11e     | 9 avril 2021  | 1er                                                 | Sergio Gustavo Pereyra                              | 21 h 30 min 25 s                                    | 12e                                                 | Adriana Vanesa Vargas — 2e victoire                 | 26 h 26 min 25 s                                    |
| 12e     | 8 avril 2022  | 1er                                                 | Pau Capell — 2e victoire                            | 19 h 26 min 03 s                                    | 10e                                                 | Adriana Vanesa Vargas — 3e victoire                 | 23 h 59 min 11 s                                    |
| 13e     | 14 avril 2023 | 1er                                                 | Sergio Gustavo Pereyra — 2e victoire                | 19 h 25 min 09 s                                    | 6e                                                  | Claudia Tremps                                      | 22 h 50 min 43 s                                    |